# Bethalus rhodesiae
Bethalus rhodesiae är en kräftdjursart som beskrevs av Barnard 1932. Bethalus rhodesiae ingår i släktet Bethalus och familjen Armadillidae. Inga underarter finns listade i Catalogue of Life.